# دليل فانيسا

## سيرة شخصية
حفيدة عامل سينمائي ، أرادت فانيسا في البداية أن تصبح راقصة نجمة ولكن رغبتها المستمرة في هي التي دفعتها إلى اتخاذ خطواتها الأولى على
بدأت تدريبها في مسقط رأسها : في مدرسة معهد بسرور الداخلي ، القريبة من منزلها  ، حصلت على 20/20 في خيار المسرح للبكالوريا  ثم شرعت في الحصول على شهادة في ،حبيزانسون  قبل مغادرته إلى باريس  لمواصلة تعليمها
رؤية مع السيد بولبي ، تتصدر فانيسا الأخبار مرة أخرى من الاثنين إلى الخميس، في برنامج فكاهي قصير بعنوان لي رابال في برنامج على . تمكنت على الفور من الاستفادة من هذا العرض منذ عام ، ظهرت في أغنيتين ناجحتين : مغامرات علاء الدين الجديدة  ، إلى جانب  ، وبابا أو مامان ، بقلم مارتن بوربولون.
في عام 2018، لعبت الدور النسائي الرائد في فيلم مثل الأولاد، أمام ماكس بوبليل . ومع ذلك، تم سحب الفيلم من دور العرض بعد أسبوع على الرغم من المراجعات الإيجابية  وحصل على ترشيح في مهرجان فالنسيان بالإضافة إلى ترشيح آخر في. أيضًا في عام 2018، غامرت لأول مرة في الدراما مع دور داعم في فيلم ، للمخرج ، وحملها ترادفيًا / قبل العودة إلى الكوميديا

## فيلموغرافيا

### مسرح فيلم

#### الأفلام الروائية
- 2009 : بقلم كوري: صوفي
- 2011 : ميشيل بيتروتشياني : نفسها
- 2012 : أسياد : شارلوت
- 2013 : اكلابيش : الممرضة
- 2013 : الثنائي الفنان لجويل هوبكنز : الفتاة في نادي الشاطئ
- 2014 : سوبركوندرياك بقلم داني بون : مانون
- 2014 : حر ونعاس بقلم بنجامين جيدج : جنين
- 2015 : بابا أو مامان لمارتن بوربولون : ماريون
- 2015 : مغامرات علاء الدين الجديدة لآرثر بنزاكوين : الأميرة شاليا
- 2016 : جولات جوزفين بقلم ماريلو بيري : ديان
- 2016 : كل شيء لتكون سعيدا بقلم سيريل جلبلات : إيفا
- 2016 : الذهاب إلى البرازيل بقلم باتريك ميل : كاتيا
- 2017 : قصر توني تي. داتيس : قعد
- 2018 : مثل الأولاد بقلم جوليان هالارد : إيمانويل برونو
- 2018 : رجل طيب بقلم ماريون فيرنو : ميليسا
- 2018 : Alad'2 لليونيل ستيكيتي : الأميرة شاليا
- 2019 : ثقب الموسيقى من تأليف غايتان ليكينز وديفيد موتزينماخر : مارتين
- 2020 : 30 يومًا كحد أقصى من طارق بودالي : ستيفاني
- 2020 : متصل بواسطة روموالد بولانجر : ايمانويل
- 2020 : أغنية القلوب الضائعة لجورجيا فارينا : نادي 27 ايمي واينهاوس
- 2022 : اتصالات خطيرة بقلم راشيل سويسا : معجب
- 2023